# Cameron Young
Cameron Young (Inglewood, 24 marzo 1996) è un cestista statunitense.